# Symplecta chosenensis
Symplecta chosenensis är en tvåvingeart som först beskrevs av Alexander 1940.  Symplecta chosenensis ingår i släktet Symplecta och familjen småharkrankar. Inga underarter finns listade i Catalogue of Life.